# Brebach-Fechingen
Brebach-Fechingen est un quartier de la ville allemande de Sarrebruck en Sarre. Jusqu'au 31 décembre 1973, Brebach-Fechingen était une commune indépendante.

## Histoire
Jusqu'à fin 1958, Brebach et Fechingen étaient deux communes indépendantes. Au 1er janvier 1959, elles fusionnent pour créer la commune de Brebach-Fechingen. Dans le cadre de la réforme territoriale et administrative sarroise de 1974, la commune de Brebach-Fechingen est intégrée à la capitale du Land Sarrebruck. Le quartier de Brebach-Fechingen est divisé en trois districts : Brebach, Neufechingen et Fechingen.

## Lieux et monuments

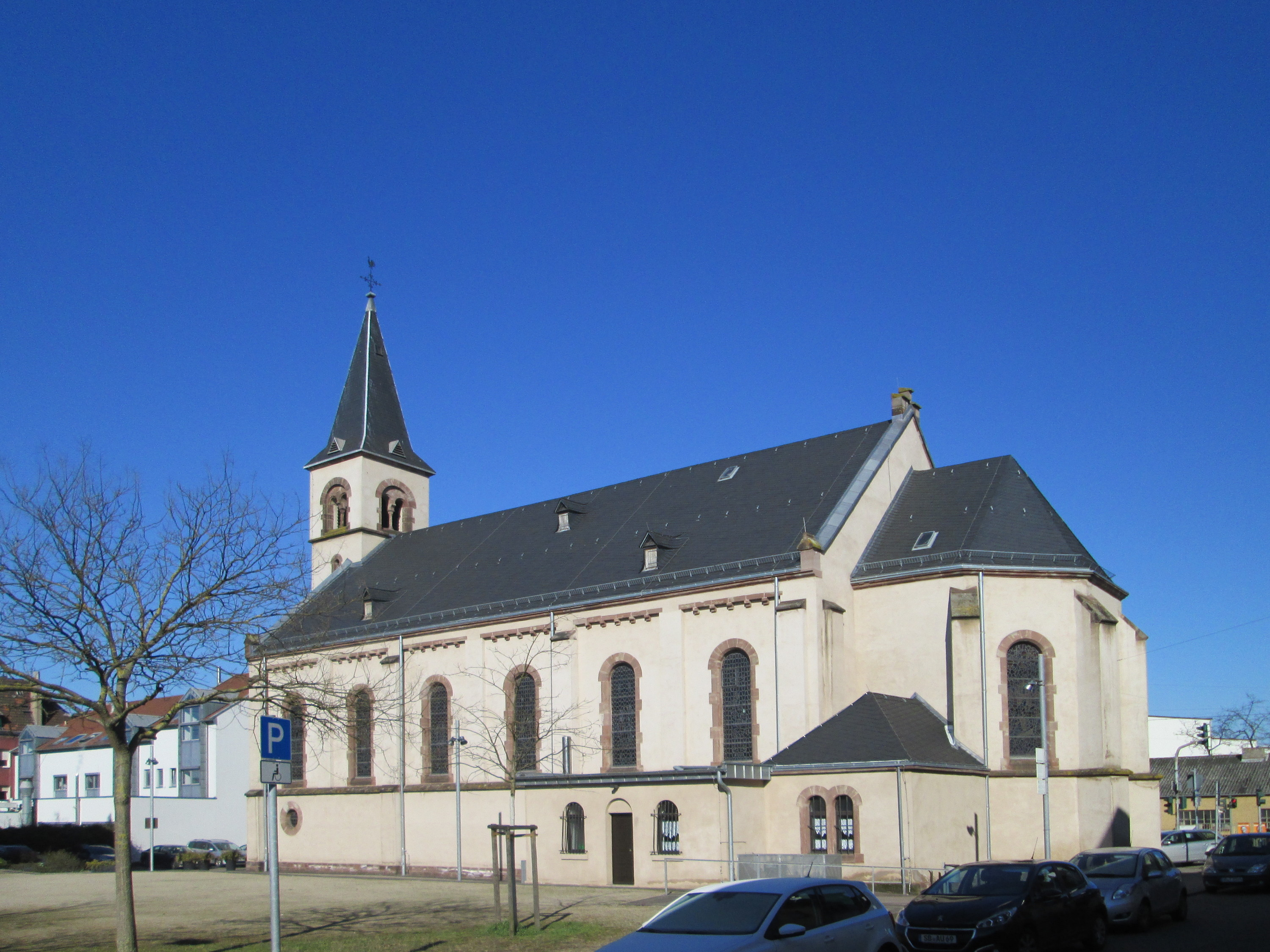
Église Notre-Dame du Perpétuel Secours.
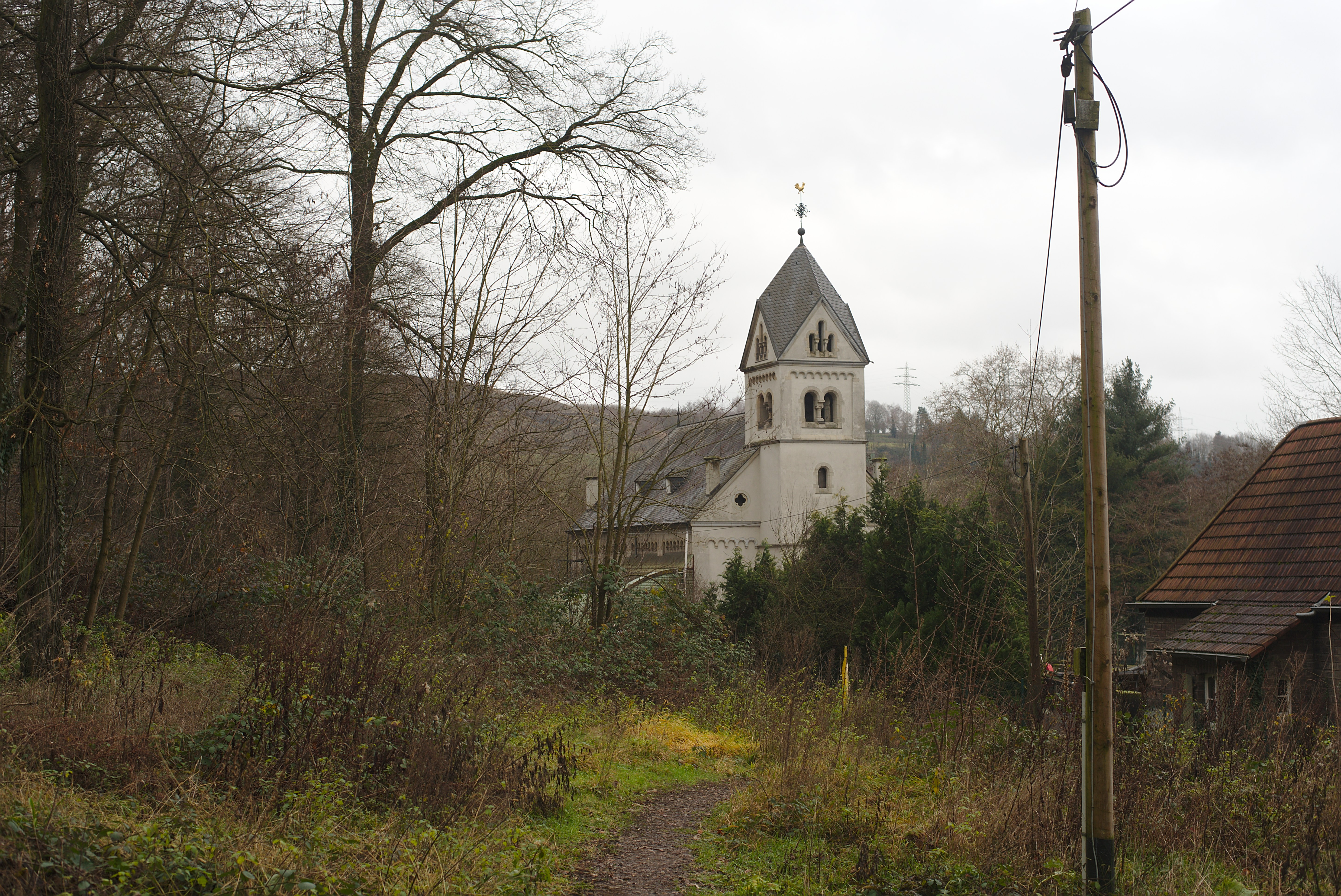
Stumm-Kirche.

- Église paroissiale Notre-Dame du Perpétuel Secours, église catholique.
- Stumm-Kirche, ancienne église protestante désacralisée.